# Charles William Kahles

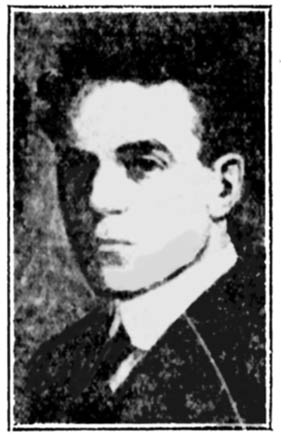
Charles William Kahles 1919

Charles William Kahles (* 12. Januar 1878 in Lengfurt; † 21. Januar 1931 in Great Neck, Long Island, New York) war ein US-amerikanischer Comiczeichner und -autor deutscher Herkunft.

## Leben und Werk
Als Kahles sechs Jahre alt war, emigrierte seine Familie in die Vereinigten Staaten, wo er in Brooklyn aufwuchs. Später studierte er am Pratt Institute und an der Brooklyn Art School. Im New York Recorder und im New York Journal veröffentlichte er, als er 16 Jahre alt war, seine ersten Zeichnungen. In der New York World veröffentlichte er mit The Little Red Schoolhouse ab 1899 seine erste Comic-Serie.
Sein bekanntester Strip war Hairbreadth Harry, den er 1906 als Sonntagsseite begann und der ab 1923 bis zu seinem Tod auch als Tagesstrip erschien. Weitere Strips Kahles' waren Butch the Butcher's Boy, Optimistic Oswald, Billy Bounce und The Kelly Kids. Letzterer wurde im Jahr 1924 von Lyman Young übernommen, als Kahles zu Gunsten von Hairbreadth Harry seine anderen Serien aufgab.
Kahles, der schon in jüngeren Jahren mit gesundheitlichen Problemen zu kämpfen hatte, starb im Januar 1931 an den Folgen eines Herzinfarktes.